# Завада (округ Вельки Кртіш)
Завада (словац. Závada) — село, громада округу Вельки Кртіш, Банськобистрицький край, центральна Словаччина, регіон Новоград. Кадастрова площа громади — 9,61 км². Протікає річка Какатка.
Населення 482 особи (станом на 31 грудня 2017 року).

## Історія
Завада вперше згадується в 1393 році.

## Населення
| Рік:            | 1994. | 2004.    | 2014.   | 2024.    |
| --------------- | ----- | -------- | ------- | -------- |
| Кількість осіб: | 482   | 540      | 502     | 392      |
| Різниця:        |       | +12,03 % | -7,03 % | -21,91 % |

| Рік:            | 2023. | 2024.   |
| --------------- | ----- | ------- |
| Кількість осіб: | 401   | 392     |
| Різниця:        |       | -2,24 % |